# Ceesay
Ceesay ist ein westafrikanischer Familienname, dessen Ursprünge auf die aus dem Malireich stammenden Mandinka zurückgeführt wird. Er ist heute vor allem in Gambia gebräuchlich.

## Namensträger

### A
- Abdoulie Ceesay (Politiker) (* 1984), gambischer Politiker
- Abdoulie Ceesay (Sportfunktionär), gambischer Sportfunktionär
- Abdoulie Ceesay (Fußballspieler) (* 2004), gambischer Fußballspieler
- Alagie Abdoulie Ceesay, gambischer Radiojournalist
- Alfusainey Ceesay (* 1972), gambischer Politiker
- Alieu Ceesay (* 1997), deutscher Basketballspieler
- Assan Ceesay (* 1994), gambischer Fußballspieler

### B
- Babou Cessay (1943–2015), gambischer Sportfunktionär, siehe Babou A. M. Cisse
- Babou Ceesay (Schauspieler) (Baboucarr Alieu Ceesay, 1979), britisch-gambischer Schauspieler

### C
- Coumba Ceesay-Marenah, gambische Politikerin

### E
- Ebrima Ceesay (Politiker), gambischer Politiker
- Ebrima Ceesay (Leichtathlet), gambischer Leichtathlet

### F
- Fatou Ceesay (Politikerin) (auch Fatoumatta Ceesay; † 2014), gambische Politikerin
- Fatou Ceesay (Leichtathletin), gambische Leichtathletin
- Fatoumatta Ceesay (Beachvolleyballspielerin) (* 1998), gambische Beachvolleyballspielerin
- Fatoumatta Jahumpa-Ceesay (* 1957), gambische Politikerin

### H
- Habibu Ceesay († 2008), gambischer Journalist
- Hassoum Ceesay (Schriftsteller) (auch Hassum Ceesay; 1944–2010), gambischer Ökonom, Diplomat, Schriftsteller und Dichter
- Hassoum Ceesay (Historiker) (* 1971), gambischer Historiker, Schriftsteller und Museumskurator

### I
- Ismaila Ceesay, gambischer Politikwissenschaftler und Politiker

### J
- Jatto Ceesay (* 1974), gambischer Fußballspieler

### K
- Kebba Ceesay (Seyfo) (1938–2009), gambischer Seyfo und Geheimdienstmitarbeiter
- Kebba Ceesay (Fußballspieler, 1987) (* 1987), gambischer Fußballspieler
- Kebba Masaneh Ceesay, gambischer Gewerkschafter und Fußballtorhüter
- Kemo Ceesay (* 1971), gambischer Fußballspieler

### L
- Lamin Ceesay (Politiker, I), gambischer Politiker (UDP)
- Lamin Ceesay (Politiker, 1992), gambischer Politiker (UDP)

### M
- Madi M. K. Ceesay (* 1957), gambischer Journalist und Politiker
- Mariama Ceesay (* 1998), gambische Fußballspielerin
- Mariama Sarr-Ceesay, gambische Politikerin
- Matarr Ceesay (Seyfo) (1890–1961), gambischer Politiker und Seyfo
- Matarr Ceesay (Fußballspieler) (* 2000), gambischer Fußballspieler
- Mod K. Ceesay, gambischer Politiker
- Momodou Ceesay (Schriftsteller) (* 1945), gambischer Künstler und Schriftsteller
- Momodou Ceesay (Justizbeamter) (* um 1956), gambischer Strafvollzugsbeamter
- Momodou Ceesay (Politiker), gambischer Politiker (UDP)
- Momodou Ceesay (Fußballspieler) (* 1988), gambischer Fußballspieler
- Momodou Nai Ceesay (* 1951), gambischer Politiker

### N
- Nusrat Ceesay (* 1981), gambisch-britische Leichtathletin

### O
- Omar Ceesay (* 1992), gambischer Politiker
- Omar Sompo Ceesay, gambischer Politiker
- Ousman Koro Ceesay († 1995), gambischer Politiker

### P
- Pa Malick Ceesay, gambischer Politiker
- Paul Ceesay (* 1959), gambischer Leichtathlet
- Peter Ceesay (* 1959), gambischer Leichtathlet

### S
- Sabrina Ceesay (* 1988), deutsche Schauspielerin
- Saffie Lowe Ceesay, gambische Politikerin und Diplomatin
- Sulayman Masanneh Ceesay (1939–2015), gambischer Politiker

### T
- Tulai Jawara Ceesay, gambische Juristin

### Y
- Yankuba Ceesay (* 1984), gambischer Fußballspieler
- Yaya Ceesay (* 1936), gambischer Politiker